# Municipio de Elizabethtown
El municipio de Elizabethtown (en inglés: Elizabethtown Township) es un municipio ubicado en el  condado de Bladen en el estado estadounidense de Carolina del Norte. En el año 2000 tenía una población de 6.778 habitantes.

## Geografía
El municipio de Elizabethtown se encuentra ubicado en las coordenadas 34°37′49.99″N 78°35′41.76″O / 34.6305528, -78.5949333.